# Ulrika Eleonora svenska församling i London
Ulrika Eleonora svenska församling i London, även Svenska kyrkan i London, är en utlandsförsamling inom Svenska kyrkan. Församlingen utgör eget pastorat. Församlingskyrka är Ulrika Eleonora kyrka i centrala i London i Storbritannien. Fram till 2012 bedrev församlingen även verksamhet i Svenska Sjömanskyrkan i sydöstra London. 
Organisatoriskt hör församlingen till Svenska kyrkan i utlandet och Visby stift. Församlingen står under biskopens av Visby tillsyn. Verksamheten leds i enlighet med kyrkoordningens regler för utlandsförsamlingarna, vilket i Ulrika Eleonoras fall betyder att kyrkoherden och ett av kyrkostämman valt kyrkoråd utgör församlingens ledning. I enlighet med engelsk lagstiftning finns dessutom ett särskilt förtroenderåd, trustees, med ansvar för förvaltningen av församlingens fastigheter. Förtroenderådet utgörs av kyrkorådet.
År 2008 består församlingens personal av två präster (kyrkoherde och komminister) och tio del- och heltidsanställda, varav bland annat organist, klockare, husmor och föreståndare för gästhemsverksamheten. Därtill kommer fem heltidsarbetande volontärer och ett stort antal frivilliga.

## Historik
Församlingen är en av de tidigaste svenska utlandsförsamlingarna och bildades 1710, dess första stadgar är daterade 1778. Den första svenska kyrkobyggnaden i London uppfördes i stadsdelen Wapping och stod klar 1728. Det skulle dröja ända till 1911 innan församlingen flyttade in i den nuvarande, då nybyggda, kyrkan i Marylebone.
I slutet av 1800-talet utvecklade Svenska kyrkan en verksamhet riktad till svenska sjömän i utländska hamnar, den så kallade sjömansvården eller sjömanskyrkan. London blev 1899 den tredje utländska hamnen med svensk sjömanspräst. Till en början arbetade sjömansprästen från kyrkan i Wapping, men verksamhetens inriktning ställde krav på andra lokaler och redan 1905 förhyrdes den fastighet i Rothertithe där Svenska Sjömanskyrkan sedan dess verkat.
Till skillnad från utlandsförsamlingarna, som sorterade direkt under ärkebiskopen, sorterade sjömanskyrkorna under Sjömansvårdsstyrelsen. Under 1920- och 1930-talen utvecklades i Sverige en separat organisation för sjömansvården och 1933 bröts Svenska Sjömanskyrkan i London ut ur Ulrika Eleonora för att bilda en egen församling.
Efter att en omorganisation och samordning av Svenska kyrkans utlandsverksamhet genomförts 1989 inleddes från och med 1994 en försöksverksamhet med gemensam organisation för de båda kyrkorna och deras verksamheter. Den 1 januari 1999 sammanfördes de båda församlingarna formellt till en gemensam verksamhet under namnet Ulrika Eleonora svenska församling, registrerad under engelsk lagstiftning som charity (ungefär välgörenhetsorganisation) och trossamfund.

## Församlingens kyrkor

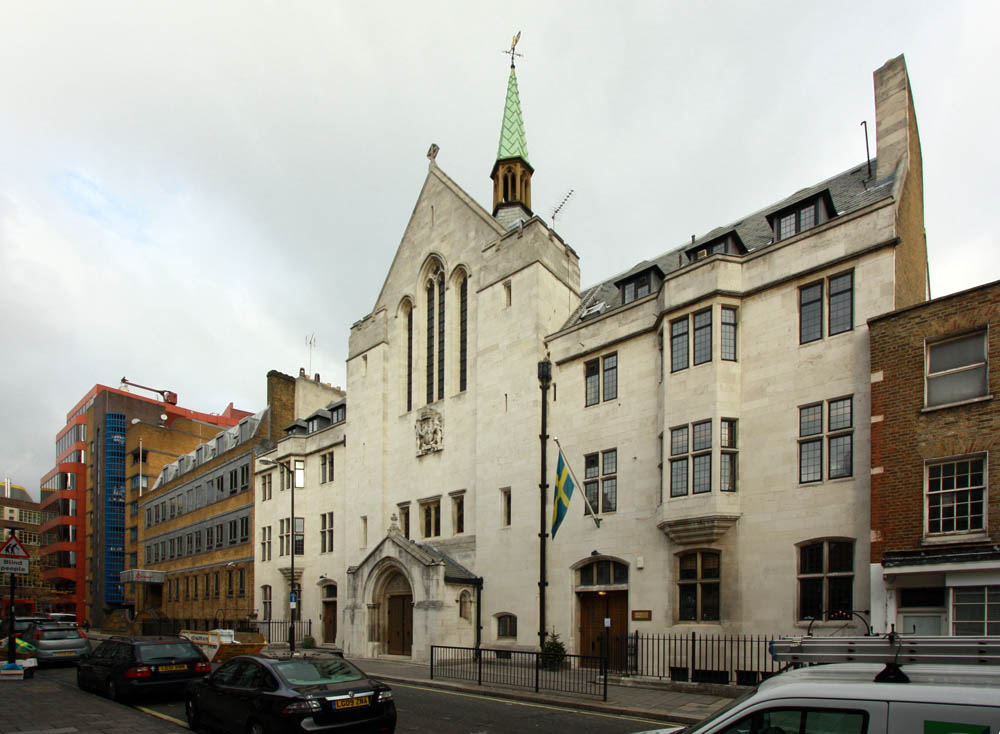

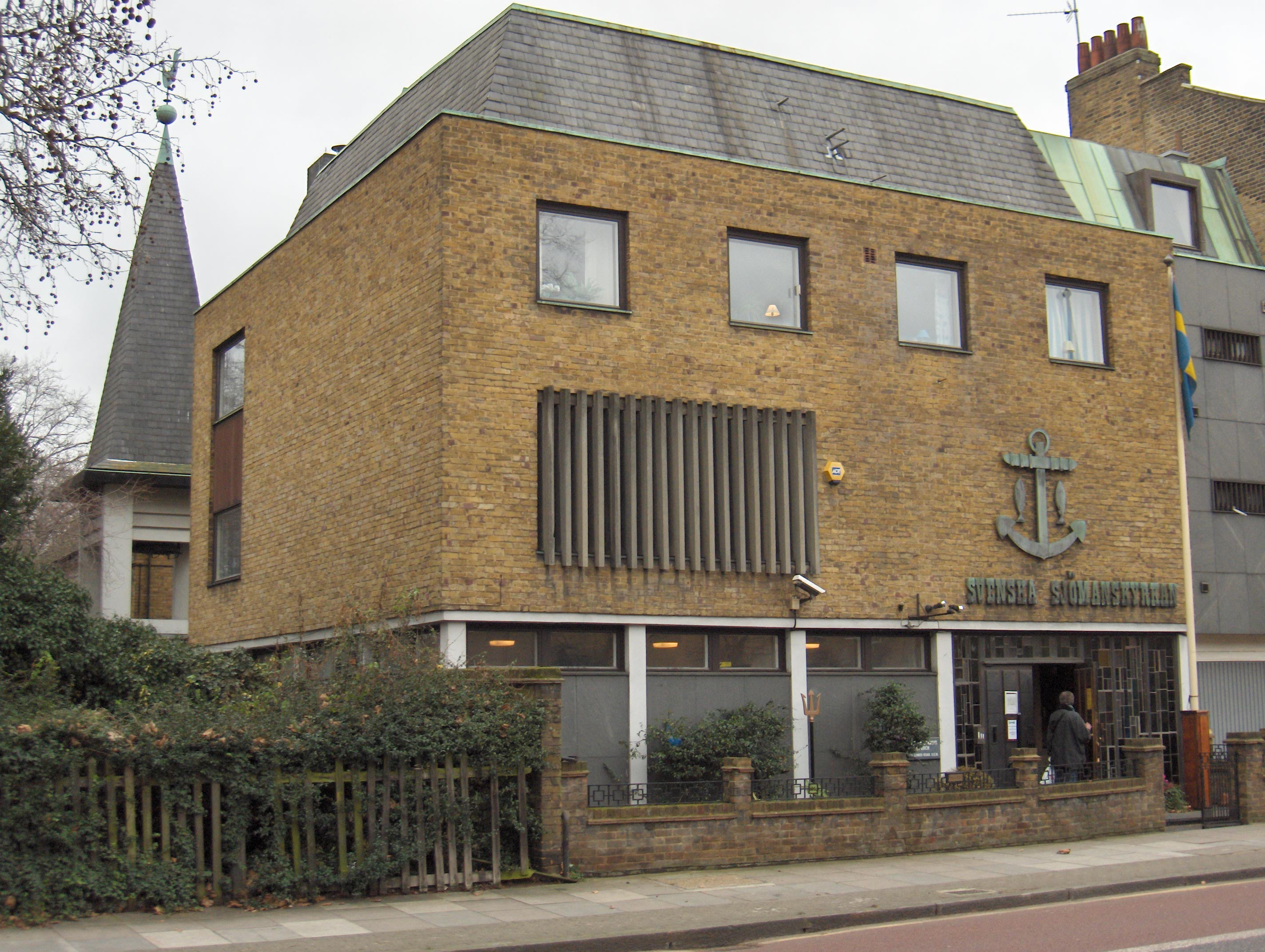
Sjömanskyrkan.

### Ulrika Eleonora kyrka
Ulrika Eleonora kyrka är belägen på 6 Harcourt Street i Londonstadsdelen Marylebone. Kyrkan rymmer 225 sittande, därtill finns läsrum, bibliotek, församlingsexpedition och en större föreläsningssal. Till kyrkorummet har flera av inventarierna hämtats från den tidigare kyrkan i Wapping, däribland altaruppsats, predikstol och dopfunt. Kyrkklockorna kommer från den nedlagda sjömanskyrkan i Antwerpen samt från fartyget Patricia. Fastigheten är klassad som historiskt värdefull byggnad av English Heritage.

### Svenska sjömanskyrkan
Svenska sjömanskyrkan var belägen på 120 Lower Road i stadsdelen Rotherhithe, nära de danska, norska och finska sjömanskyrkorna. Fastigheten var tidigare bibliotek, men byggdes om 1905 till Sjömanskyrka. Kyrkan rymde 90 personer och byggdes tillsammans med prästgården på 1930-talet. I samband med en ombyggnation 1966 tillkom ett hus mot gatan, som rymde bibliotek, tv-rum, kontor, personallägenhet samt ett antal gästrum med sammanlagt 34 bäddar. Det ritades av arkitekten Bent Jörgen Jörgensen. 
Verksamheten vid Svenska sjömanskyrkan avvecklades under 2012 då den också avsakraliserades. Fastigheten såldes i början av 2015. Byggnaden blev byggnadsminnesmärkt av English Heritage 2014.

## Kyrkoherdar
| Ämbetstid | Namn                    | Levnadstid | Övrigt                                         |
| --------- | ----------------------- | ---------- | ---------------------------------------------- |
| 1710–1712 | Martin Hegardt          |            |                                                |
| 1712–1723 | Olof Nordborg           | 1681-1745  |                                                |
| 1723–1733 | Jacob Serenius          |            |                                                |
| 1733–1749 | Tobias Elias Björk      |            |                                                |
| 1749–1761 | Carl Noring             |            |                                                |
| 1761–1772 | Arwed Ferelius          |            |                                                |
| 1772–1783 | Aron Mathesius          |            |                                                |
| 1784–1790 | Anders Leufvenius       |            |                                                |
| 1791–1802 | Samuel Conradi Nisser   |            |                                                |
| 1802–1814 | Gustaf Brunnmark        |            |                                                |
| 1814–1815 | Olof Swanander          |            |                                                |
| 1816–1818 | Lars Christian Tunelius | 1785–1848  | Senare kyrkoherde i Adolf Fredriks församling. |
| 1818–1832 | Johan Peter Wåhlin      | 1786–1861  |                                                |
| 1833–1840 | Cornelius Rahmn         | 1785–1853  |                                                |
| 1840–1852 | Gustaf Wilhelm Carlson  |            |                                                |
| 1852–1863 | Fredrik Theodor Carlson |            |                                                |
| 1863–1867 | Frithiof Grafström      |            |                                                |
| 1867–1870 | Carl Olof Svedberg      |            |                                                |
| 1870–1886 | Richard Fröst           |            |                                                |
| 1887–1903 | Johannes Palmér         |            |                                                |
| 1903–1915 | Jonas Lindskog          | 1869–1943  |                                                |
| 1915–1930 | Albert Hellerström      |            |                                                |
| 1930–1939 | Fritz Holmgren          |            |                                                |
| 1939–1947 | Carl Söderberg          |            |                                                |
| 1948–1956 | Axel Uddling            |            |                                                |
| 1956–1981 | Sven Evander            |            |                                                |
| 1981–2007 | Lennart Sjöström        |            |                                                |
| 2019–2022 | Katarina Bäckelin       |            | [ 4 ]                                          |

## Organister och klockare
| Ämbetstid | Namn                | Levnadstid | Övrigt   |
| --------- | ------------------- | ---------- | -------- |
| 1834–1843 | Johan Carl Blomberg | 1775-1843  | Klockare |
| 1834      | Hans Jonas Lindgren |            | Organist |

## Ulrika Eleonora kyrkokör
Ulrika Eleonora kyrkokör är en helsvensk kör som tjänstgör i kyrkans högmässor ungefär en gång per månad. Körens stora projekt årligen sammanfaller med kyrkans inför stora julhögtiden. Kören framför minst 10 luciakonserter årligen i Ulrika Eleonora kyrka, då kören tillsammans med en luciaprojektkör sjunger de kör- och solistsånger som hör julen till. Kören framträder även, tillsammans med en känd svensk sångsolist, vid de stora och välbesökta luciahögtiderna i St. Paul's Cathedral eller Westminster Cathedral och vid Southwark Cathedral. Kören i kyrkan leds av organisten och körledaren Toril Briese. Tidigare innehavare av tjänsten var Carina Einarson, Britta Snickars och Kai Lindberg.